# Michael Rasmussen (hockey sur glace)
Pour les articles homonymes, voir Michael Rasmussen et Rasmussen.
Michael Rasmussen (né le 17 avril 1999 à Vancouver, en Colombie-Britannique, au Canada) est un joueur canadien de hockey sur glace.

## Biographie
Rasmussen est sélectionné en 1re ronde, 7e au total, par les Americans de Tri-City au repêchage de la LHOu 2014. À sa saison recrue dans le junior canadien, il obtient 18 buts et 25 passes en 63 matchs. En 2016-2017, il rate 22 parties en raison de blessures, mais il parvient tout de même à inscrire 32 buts et 55 points. Il domine d'ailleurs son équipe avec 15 buts en avantage numérique. 
À l'aube du repêchage d'entrée dans la LNH 2017, il se classe au 5e rang des patineurs nord-américains selon la Centrale de recrutement de la LNH. Le 23 juin 2017, il est repêché au 1er tour, 9e au total, par les Red Wings de Détroit. Le 5 août 2017, il signe son premier contrat professionnel de 3 ans avec les Red Wings.
Le 20 février 2024, il décide de poursuivre sa carrière à Détroit en acceptant une prolongation de contrat de quatre ans, d'une valeur annuelle de 3,2 millions $.

## Statistiques

### En club
| Saison     | Équipe                   | Ligue      |     | Saison régulière | Saison régulière | Saison régulière | Saison régulière | Saison régulière |    | Séries éliminatoires | Séries éliminatoires | Séries éliminatoires | Séries éliminatoires | Séries éliminatoires |
| Saison     | Équipe                   | Ligue      | PJ  | B                | A                | Pts              | Pun              | PJ               | B  | A                    | Pts                  | Pun                  |                      |                      |
| 2014-2015  | Vees de Penticton        | BCHL       | 1   | 0                | 0                | 0                | 0                | -                | -  | -                    | -                    | -                    |                      |                      |
| 2014-2015  | Americans de Tri-City    | LHOu       | 1   | 0                | 0                | 0                | 2                | 3                | 0  | 0                    | 0                    | 0                    |                      |                      |
| 2015-2016  | Americans de Tri-City    | LHOu       | 63  | 18               | 25               | 43               | 37               | -                | -  | -                    | -                    | -                    |                      |                      |
| 2016-2017  | Americans de Tri-City    | LHOu       | 50  | 32               | 23               | 55               | 50               | -                | -  | -                    | -                    | -                    |                      |                      |
| 2017-2018  | Americans de Tri-City    | LHOu       | 47  | 31               | 28               | 59               | 40               | 14               | 16 | 17                   | 33                   | 4                    |                      |                      |
| 2018-2019  | Griffins de Grand Rapids | LAH        | 3   | 2                | 0                | 2                | 0                | -                | -  | -                    | -                    | -                    |                      |                      |
| 2018-2019  | Red Wings de Détroit     | LNH        | 62  | 8                | 10               | 18               | 29               | -                | -  | -                    | -                    | -                    |                      |                      |
| 2019-2020  | Griffins de Grand Rapids | LAH        | 35  | 7                | 15               | 22               | 20               | -                | -  | -                    | -                    | -                    |                      |                      |
| 2020-2021  | Red Wings de Détroit     | LNH        | 40  | 3                | 9                | 12               | 26               | -                | -  | -                    | -                    | -                    |                      |                      |
| 2020-2021  | Griffins de Grand Rapids | LAH        | 7   | 2                | 4                | 6                | 6                | -                | -  | -                    | -                    | -                    |                      |                      |
| 2020-2021  | Graz 99ers               | ICE        | 18  | 5                | 11               | 16               | 42               | -                | -  | -                    | -                    | -                    |                      |                      |
| 2021-2022  | Red Wings de Détroit     | LNH        | 80  | 15               | 12               | 27               | 66               | -                | -  | -                    | -                    | -                    |                      |                      |
| 2022-2023  | Red Wings de Détroit     | LNH        | 56  | 10               | 19               | 29               | 43               | -                | -  | -                    | -                    | -                    |                      |                      |
| 2023-2024  | Red Wings de Détroit     | LNH        | 75  | 13               | 20               | 33               | 47               | -                | -  | -                    | -                    | -                    |                      |                      |
| Totaux LNH | Totaux LNH               | Totaux LNH | 313 | 49               | 70               | 119              | 211              | -                | -  | -                    | -                    | -                    |                      |                      |

### En équipe nationale
| Année | Équipe     | Compétition          |   | PJ | B | A | Pts | Pun      |  | Résultat |
| 2015  | Canada U17 | Défi mondial -17 ans | 5 | 2  | 1 | 3 | 16  | 7e place |  |          |
| 2016  | Canada U18 | Mémorial Ivan Hlinka | 4 | 1  | 3 | 4 | 8   | 5e place |  |          |